# Temporada 1997 del fútbol colombiano
La Temporada 1997 del fútbol colombiano abarcó todas las actividades relativas a campeonatos de fútbol profesional, nacionales e internacionales, disputados por clubes colombianos, y por las selecciones nacionales de este país, en sus diversas categorías.

## Torneos locales

### Categoría Primera A
En este año se disputó el únicamente Campeonato colombiano 1996-97.
|                                   |
| Bandera de Colombia               |
| Campeón Deportivo Cali 6.º título |

#### Tabla de reclasificación
En la tabla de reclasificación se lleva a cabo la sumatoria de puntos de los clubes en todos los partidos del campeonato de primera división en la temporada 1996-97 (incluyendo fases finales)—. En la misma se expresan los equipos clasificados de Colombia a los torneos internacionales de Conmebol para el siguiente año. Los cupos a torneos internacionales se distribuyeron de la siguiente manera:
- Copa Libertadores: Colombia 1 correspondió al campeón del Campeonato colombiano 1996-97 y Colombia 2 al subcampeón del Campeonato colombiano 1996-97, iniciando ambos su participación desde la Fase de grupos.[3]
- Supercopa Sudamericana: Este certamen desapareció y fue reemplazado por la Copa Merconorte y la Copa Mercosur.
- Copa Merconorte: Los cuatro clubes fueron invitados directamente por Conmebol.[4]
- Copa Conmebol: Los cupos a la Copa Conmebol 1997 se entregaron al primero y segundo del Cuadrangular final del Campeonato colombiano 1996-97.
- Copa Conmebol: Los cupos a la Copa Conmebol 1998 se entregaron al subcampeón del Torneo Adecuación 1997 y al tercer puesto del Torneo Adecuación 1997.

En esta tabla no se toman en cuenta los puntos de bonificación ya que ellos solo aplicaban como ítem de desempate para los Cuadrangulares Semifinales. A partir del Torneo Adecuación se realizaron desempates mediante tiros desde el punto penal que otorgaron 2 puntos al ganador y 1 al perdedor, la cual fue usada en todo el campeonato excepto en la final.
| Pos. | Equipos                     | Pts. | PJ | PG | PE | DPG | DPP | PP | GF  | GC  | Dif |
| ---- | --------------------------- | ---- | -- | -- | -- | --- | --- | -- | --- | --- | --- |
| 1.   | América de Cali (A) (F) (C) | 145  | 76 | 41 | 13 | 2   | 5   | 15 | 113 | 69  | +44 |
| 2.   | Atlético Nacional           | 141  | 80 | 40 | 14 | 2   | 3   | 21 | 124 | 85  | +39 |
| 3.   | Deportivo Cali              | 139  | 80 | 38 | 15 | 5   | 0   | 22 | 130 | 101 | +29 |
| 4.   | Atlético Bucaramanga (T)    | 118  | 78 | 30 | 14 | 4   | 6   | 24 | 106 | 95  | +11 |
| 5.   | Deportes Tolima             | 111  | 74 | 25 | 19 | 7   | 3   | 20 | 85  | 82  | +3  |
| 6.   | Once Caldas                 | 110  | 76 | 25 | 15 | 7   | 6   | 23 | 105 | 86  | +19 |
| 7.   | Junior                      | 107  | 74 | 29 | 11 | 2   | 5   | 27 | 102 | 95  | +7  |
| 8.   | Cortuluá                    | 103  | 74 | 22 | 18 | 6   | 7   | 21 | 81  | 84  | −3  |
| 9.   | Unión Magdalena             | 101  | 68 | 29 | 9  | 1   | 3   | 26 | 88  | 92  | −4  |
| 10.  | Millonarios                 | 97   | 75 | 22 | 13 | 8   | 2   | 30 | 90  | 96  | −6  |
| 11.  | Deportes Quindío            | 95   | 75 | 23 | 16 | 2   | 6   | 28 | 96  | 120 | −24 |
| 12.  | Independiente Medellín      | 87   | 68 | 21 | 16 | 2   | 4   | 25 | 75  | 83  | −8  |
| 13.  | Santa Fe                    | 86   | 68 | 20 | 14 | 3   | 6   | 25 | 74  | 83  | −9  |
| 14.  | Envigado F. C.              | 84   | 68 | 18 | 15 | 6   | 3   | 26 | 73  | 79  | −6  |
| 15.  | Deportivo Pereira           | 63   | 68 | 13 | 16 | 2   | 4   | 33 | 83  | 117 | −34 |
| 16.  | Cúcuta Deportivo            | 31   | 46 | 5  | 16 | 0   | 0   | 25 | 36  | 80  | −44 |
| 17.  | Deportivo Unicosta          | 23   | 22 | 4  | 0  | 5   | 1   | 12 | 24  | 39  | −15 |

Fuente: Web oficial de Dimayor
|  | Club clasificado a la Copa Libertadores 1998, invitado a la Copa Merconorte 1998 y clasificado a la Copa Conmebol 1997 |
|  | Club clasificado a la Copa Libertadores 1998                                                                           |
|  | Club invitado a la Copa Merconorte 1998.                                                                               |
|  | Club clasificado a la Copa Conmebol 1997                                                                               |
|  | Club clasificado a la Copa Conmebol 1998                                                                               |

| (C) | Campeón del Campeonato colombiano 1996-97. |
| (A) | Ganador del Torneo Apertura 1996-97.       |
| (F) | Ganador del Torneo Finalización 1996-97.   |
| (T) | Ganador del Torneo Adecuación 1997.        |

##### Representantes en competición internacional
| Clasificado como | Copa Libertadores 1998 | Copa Merconorte 1998 | Copa Conmebol 1997 | Copa Conmebol 1998 |
| ---------------- | ---------------------- | -------------------- | ------------------ | ------------------ |
| Colombia 1       | América de Cali        | América de Cali      | América de Cali    | Once Caldas        |
| Colombia 2       | Atlético Bucaramanga   | Atlético Nacional    | Deportes Tolima    | Deportes Quindío   |
| Colombia 3       |                        | Deportivo Cali       |                    |                    |
| Colombia 4       |                        | Millonarios          |                    |                    |

#### Descenso
Hubo dos descensos a lo largo de toda la temporada de un año y medio de duración por calendario, primero al término de la temporada 1996-97 y uno más al final del Torneo Adecuación 1997, de la siguiente manera:

##### Tabla de descenso 1996-97
Los ascensos y descensos en el fútbol colombiano se definieron por la Tabla de descenso, la cual promedia las campañas de Campeonato colombiano 1995, campeonato colombiano 1995-96 y campeonato colombiano 1996-97. Los puntos de la tabla se obtienen de la división del puntaje total entre partidos jugados. El último  en dicha tabla descenderá a la Categoría Primera B dándole el ascenso directo al campeón de la segunda categoría.
En la Tabla de descenso no cuentan los partidos por cuadrangulares semifinales, final del campeonato, torneos clasificatorios a competencia internacional, ni puntos de bonificación; únicamente los de la fase todos contra todos.
| Pos. | Equipos                | PJ  | Pts. | Prom. |
| ---- | ---------------------- | --- | ---- | ----- |
| 1.   | América de Cali        | 124 | 242  | 1.952 |
| 2.   | Deportivo Cali         | 124 | 229  | 1.847 |
| 3.   | Atlético Nacional      | 124 | 216  | 1.742 |
| 4.   | Junior                 | 124 | 191  | 1.54  |
| 5.   | Deportes Tolima        | 124 | 183  | 1.476 |
| 6.   | Once Caldas            | 124 | 169  | 1.363 |
| 7.   | Unión Magdalena        | 124 | 165  | 1.331 |
| 8.   | Independiente Medellín | 124 | 160  | 1.29  |
| 9.   | Cortuluá               | 124 | 152  | 1.226 |
| 10.  | Santa Fe               | 124 | 151  | 1.218 |
| 11.  | Envigado F. C.         | 124 | 148  | 1.194 |
| 12.  | Atlético Bucaramanga   | 124 | 142  | 1.145 |
| 13.  | Deportivo Pereira      | 124 | 138  | 1.113 |
| 14.  | Deportes Quindío       | 124 | 137  | 1.105 |
| 15.  | Millonarios            | 124 | 135  | 1.089 |
| 16.  | Cúcuta Deportivo (D)   | 124 | 109  | 0.879 |

Fuente: Web oficial de Dimayor
| (D) | Descenso a la Categoría Primera B para el Torneo Adecuación 1997. |

###### Cambios de categoría en la temporada 1996-97
|  | Cúcuta Deportivo |

|  | Deportivo Unicosta |

##### Tabla de descenso Torneo Adecuación 1997
Los ascensos y descensos en el fútbol colombiano se definieron por la Tabla de descenso, la cual promedia las campañas de campeonato colombiano 1995-96, campeonato colombiano 1996-97 y el Torneo Adecuación 1997. Los puntos de la tabla se obtienen de la división del puntaje total entre partidos jugados. El último  en dicha tabla descenderá a la Categoría Primera B dándole el ascenso directo al campeón de la segunda categoría.
En la Tabla de descenso no cuentan los partidos por cuadrangulares semifinales, final del campeonato, torneos clasificatorios a competencia internacional, ni puntos de bonificación; únicamente los de la fase todos contra todos.
| Pos. | Equipos                | PJ  | Pts. | Prom. |
| ---- | ---------------------- | --- | ---- | ----- |
| 1.   | Deportivo Cali         | 116 | 228  | 1.966 |
| 2.   | América de Cali        | 116 | 215  | 1.853 |
| 3.   | Atlético Nacional      | 116 | 206  | 1.776 |
| 4.   | Deportes Tolima        | 116 | 175  | 1.509 |
| 5.   | Junior                 | 116 | 166  | 1.431 |
| 6.   | Unión Magdalena        | 116 | 166  | 1.431 |
| 7.   | Once Caldas            | 116 | 164  | 1.414 |
| 8.   | Atlético Bucaramanga   | 116 | 155  | 1.336 |
| 9.   | Cortuluá               | 116 | 152  | 1.31  |
| 10.  | Millonarios            | 116 | 151  | 1.302 |
| 11.  | Envigado F. C.         | 116 | 146  | 1.259 |
| 12.  | Santa Fe               | 116 | 136  | 1.172 |
| 13.  | Deportes Quindío       | 116 | 135  | 1.164 |
| 14.  | Independiente Medellín | 116 | 134  | 1.155 |
| 15.  | Deportivo Unicosta     | 22  | 23   | 1.045 |
| 16.  | Deportivo Pereira (D)  | 116 | 118  | 1.017 |

Fuente: Web oficial de Dimayor
| (D) | Descenso a la Categoría Primera B para la temporada 1998. |

###### Cambios de categoría al final de temporada
|  | Deportivo Pereira |

|  | Atlético Huila |

### Categoría Primera B
En este año se disputaron dos temporadas con campeón y ascenso de la siguiente manera:
|                                        |
| Bandera de Colombia                    |
| Campeón Deportivo Unicosta 1.er título |

|                                   |
| Bandera de Colombia               |
| Campeón Atlético Huila 2.º título |

### Torneos de carácter aficionado

#### Categoría Primera C
|                                                   |
| Bandera de Colombia                               |
| Campeón Escuela Carlos Sarmiento Lora 1.er título |

## Torneos internacionales

### Copa Libertadores
| Equipo         | Fase final               | Pts. | PJ | PG | PE | PP | GF | GC | Dif. | Rend.   |
| -------------- | ------------------------ | ---- | -- | -- | -- | -- | -- | -- | ---- | ------- |
| Millonarios    | Octavos de final         | 13   | 8  | 4  | 1  | 3  | 13 | 11 | 2    | 54.17 % |
| Deportivo Cali | Fase de grupos (Grupo 5) | 5    | 6  | 1  | 2  | 3  | 9  | 10 | –1   | 27.78 % |

### Supercopa Sudamericana
| Equipo            | Fase final | Pts. | PJ | PG | PE | PP | GF | GC | Dif. | Rend.   |
| ----------------- | ---------- | ---- | -- | -- | -- | -- | -- | -- | ---- | ------- |
| Atlético Nacional | Semifinal  | 13   | 8  | 4  | 1  | 3  | 11 | 10 | 1    | 54.17 % |

### Copa Conmebol
| Equipo          | Fase final       | Pts. | PJ | PG | PE | PP | GF | GC | Dif. | Rend.   |
| --------------- | ---------------- | ---- | -- | -- | -- | -- | -- | -- | ---- | ------- |
| Deportes Tolima | Cuartos de final | 7    | 4  | 2  | 1  | 1  | 3  | 4  | -1   | 58.33 % |
| América de Cali | Cuartos de final | 5    | 4  | 1  | 2  | 1  | 6  | 5  | 1    | 41.67 % |

## Selección nacional masculina

### Mayores
| Fecha            | Lugar                                                           | Rival       | Marcador | Competencia                                | Goles de Colombia                                                                  |
| ---------------- | --------------------------------------------------------------- | ----------- | -------- | ------------------------------------------ | ---------------------------------------------------------------------------------- |
| 8 de febrero     | Estadio Hernán Ramírez Villegas · Pereira, Colombia             | Eslovaquia  | 1 : 0    | Amistoso internacional                     | Faustino Asprilla                                                                  |
| 12 de febrero    | Estadio Metropolitano Roberto Meléndez · Barranquilla, Colombia | Argentina   | 0 : 1    | Clasificación para la Copa Mundial de 1998 | Sin goles                                                                          |
| 2 de abril       | Estadio Defensores del Chaco Asunción, Paraguay                 | Paraguay    | 1 : 2    | Clasificación para la Copa Mundial de 1998 | 80' (pen.) Mauricio Serna                                                          |
| 30 de abril      | Estadio Metropolitano Roberto Meléndez · Barranquilla, Colombia | Perú        | 0 : 1    | Clasificación para la Copa Mundial de 1998 | Sin goles                                                                          |
| 8 de junio       | Estadio Centenario · Montevideo, Uruguay                        | Uruguay     | 1 : 1    | Clasificación para la Copa Mundial de 1998 | 47' Hamilton Ricard                                                                |
| 13 de junio      | Estadio Ramón Tahuichi Aguilera · Santa Cruz, Bolivia           | México      | 1 : 2    | Copa América 1997                          | 58' Hamilton Ricard                                                                |
| 16 de junio      | Estadio Ramón Tahuichi Aguilera · Santa Cruz, Bolivia           | Costa Rica  | 4 : 1    | Copa América 1997                          | 13', 23' Néider Morantes · 62' (pen.) Wilmer Cabrera · 78' Víctor Hugo Aristizábal |
| 19 de junio      | Estadio Ramón Tahuichi Aguilera · Santa Cruz, Bolivia           | Brasil      | 0 : 2    | Copa América 1997                          | Sin goles                                                                          |
| 21 de junio      | Estadio Hernando Siles · La Paz, Bolivia                        | Bolivia     | 1 : 2    | Copa América 1997                          | 57' Hernán Gaviria                                                                 |
| 5 de julio       | Estadio Nacional · Santiago, Chile                              | Chile       | 1 : 4    | Clasificación para la Copa Mundial de 1998 | 52' Hamilton Ricard                                                                |
| 20 de julio      | Estadio Metropolitano Roberto Meléndez · Barranquilla, Colombia | Ecuador     | 1 : 0    | Clasificación para la Copa Mundial de 1998 | 83' Antony de Ávila                                                                |
| 6 de agosto      | Independence Park Kingston, Jamaica                             | Jamaica     | 0 : 1    | Amistoso internacional                     | Sin goles                                                                          |
| 20 de agosto     | Estadio Metropolitano Roberto Meléndez · Barranquilla, Colombia | Bolivia     | 3 : 0    | Clasificación para la Copa Mundial de 1998 | 1' Antony de Ávila · 30' (pen.) Carlos Valderrama · 76' Faustino Asprilla          |
| 24 de agosto     | Estadio Nacional · Lima, Perú                                   | Perú        | 1 : 2    | Aniversario 75 de la FPF                   | 28' Jhon Mario Ramírez                                                             |
| 5 de septiembre  | Shea Stadium Nueva York, Estados Unidos                         | El Salvador | 2 : 2    | Amistoso internacional                     | Ricardo Pérez · Ever Palacios                                                      |
| 10 de septiembre | Estadio Metropolitano Roberto Meléndez · Barranquilla, Colombia | Venezuela   | 1 : 0    | Clasificación para la Copa Mundial de 1998 | 68' Wilmer Cabrera                                                                 |
| 8 de octubre     | Ullevaal Stadion · Oslo, Noruega                                | Noruega     | 0 : 0    | Amistoso internacional                     | Sin goles                                                                          |
| 16 de noviembre  | Estadio Alberto J. Armando Buenos Aires, Argentina              | Argentina   | 1 : 1    | Clasificación para la Copa Mundial de 1998 | 10' Carlos Valderrama                                                              |

#### Copa América
| Equipo             | Pts. | PJ | PG | PE | PP | GF | GC | Dif. | Rend. |
| ------------------ | ---- | -- | -- | -- | -- | -- | -- | ---- | ----- |
| Selección Colombia | 3    | 4  | 1  | 0  | 3  | 6  | 7  | –1   | 25 %  |

- Resultado final: Eliminada en cuartos de final; Octavo puesto.

### Sub-20

#### Campeonato Sudamericano de Fútbol Sub-20
| Equipo             | Pts. | PJ | PG | PE | PP | GF | GC | Dif. | Rend.   |
| ------------------ | ---- | -- | -- | -- | -- | -- | -- | ---- | ------- |
| Selección Colombia | 5    | 4  | 1  | 2  | 1  | 6  | 8  | -2   | 41.67 % |

- Resultado final: Séptimo lugar, no clasificó a la Copa Mundial de Fútbol Sub-20 de 1997.

### Sub-17

#### Campeonato Sudamericano de Fútbol Sub-17
| Equipo             | Pts. | PJ | PG | PE | PP | GF | GC | Dif. | Rend.   |
| ------------------ | ---- | -- | -- | -- | -- | -- | -- | ---- | ------- |
| Selección Colombia | 7    | 4  | 2  | 1  | 1  | 5  | 2  | 3    | 41.67 % |

- Resultado final: Quinto lugar, no clasificó a la Copa Mundial de Fútbol Sub-17 de 1997.